# هاندا ألتايلي
هاندا ألتايلي (بالتركية: Hande Altaylı)‏ (ولدت في عام 1971 في مدينة إدرميت) كاتبة تركية.

## تعليمها
تلقت هاندا ألتايلي تعليمها الثانوي في مدرسة جلطة سراي الثانوية. ثم التحقت بقسم العلاقات الدولية والعلوم السياسية في جامعة البوسفور وقد تخرجت منها.

## مهنتها الوظيفية
قامت هاندا ألتايلي بتأليف العديد من الأغاني والإعلانات في مختلف الوكالات.

## أعمالها
نشرت هاندا ألتايلي في عام 2006 أول رواية لها بعنوان «يتلف الشيطان الحب» وقد احتل هذا الكتاب مكانة كبيرة بين الكتب الأكثر مبيعاً في ذلك العام. ثم أصدرت هاند ألتايلي ثاني رواية لها بعنوان «الداء» حيث أنها قد أصدرتها لقرائها في عام 2009. ثم بعد ذلك نشرت هاند ألتايلي ثالث رواية لها بعنوان «فنجان قهوة» حيث أنها قد أصدرتها في شهر أبريل عام 2012.

## وصلات خارجية
- هاندا ألتايلي على موقع IMDb (الإنجليزية)

•	الموقع الرسمي لهاندا ألتايلي
•	«أنا لا أثق بالفاتح»! ، خبر تورك، 13 مايو عام 2009
•	هذا الكتاب الذي انتظمت به لأطول فترة
•	المقابلة الصحفة لعائشة عرمان، حرية، 7 أبريل عام 2012